# 町田明広
町田 明広（まちだ あきひろ、1962年 - ) は、日本の歴史学者。神田外語大学教授。

## 略歴
長野県長野市出身。長野県長野高等学校、上智大学文学部ドイツ文学科、慶應義塾大学文学部史学科卒業。佛教大学大学院文学研究科修士課程・同博士後期課程修了。2009年、「文久期中央政局における薩摩藩の動向」で博士（文学）（佛教大学）の学位を取得。
神田外語大学専任講師、2013年准教授となり、同日本研究所副所長を務める。
日本近現代史（明治維新史・対外認識論）、特に幕末の薩摩藩を専門とする。明治維新史学会理事などを歴任。

## 著書
- 『島津久光＝幕末政治の焦点』講談社選書メチエ、2009年
- 『攘夷の幕末史』講談社現代新書、2010年、講談社学術文庫、2022年
- 『幕末文久期の国家政略と薩摩藩 島津久光と皇政回復』岩田書院、2010年
- 『グローバル幕末史：幕末日本人は世界をどう見ていたか』草思社、2015年
- 『薩長同盟論：幕末史の再構築』人文書院、2018年
- 『新説坂本龍馬』集英社インターナショナル新書、2019年

## 論文
- <町田明広